# كورت فوكس
كورت فوكس (بالألمانية: Kurt Fuchs)‏ هو عسكري نمساوي، ولد في 27 أغسطس 1919 في غراتس في النمسا، وتوفي في 8 مارس 1945 في فيينا في النمسا بسبب إعدام رميا بالرصاص.